# Ērān
Ērān ("Iran")  is een term uit de 3e eeuw die diende als aanduiding voor gebieden die werden bewoond door mensen die de Iraanse taal spreken. Het had etnische, religieuze en politieke betekenissen.  Het  is dus niet gelijkdekkend met de aanduiding voor de moderne staat Iran. Ērān staat in contrast met Anērān, het land van niet-Iraniërs. Dit zijn zowel religieuze als politieke termen, aangezien Anērān in deze zin werd gelijkgesteld met de vijanden van Iran en het zoroastrisme.
In het oude Perzië verschijnen de termen Airya en Anairya al in de Avesta, waar ze worden gebruikt als etnische aanduidingen  of als een taalkundig en religieus onderscheid (vgl. “Ariërs”). Ērān ud Anērān ("Iran en niet-Iran") werd pas in de late Oudheid gebruikt door de koningen van het Sassanidische Rijk (3e tot 7e eeuw). Terwijl Anērān pas wordt bevestigd in de tijd van Shapur I, werd Ērān al gebruikt door zijn vader Ardashir I in inscripties en op munten. De late Perzische vorsten beweerden de hele beschaafde wereld onder hun heerschappij te hebben verenigd in hun koninkrijk Ērān-šāhr ("koninkrijk van de Arya").  Dit betekende niet dat Anērān moest worden onderworpen, maar het moest de heerschappij van Ērān erkennen. Deze politieke ideologie diende niet in de laatste plaats om de machtsaanspraak van de Sassanische koningen te ondersteunen.  Šāhān šāh ērān ud anērān ("Koning van de koningen van Ērān en Anērān", dwz "Iran en niet-Iran") bleef de titel van de Sassanidische koningen in de periode die volgde, wat opzettelijk een politieke boodschap overbracht.  Een epitheton van sommige Sassanidische heersers was ook ēr mazdēsn, vertaalbaar met "Arisch" (in de zin van "Iraans") en "aanbidder van Ahura Mazda". 
Aangezien de Perzische heerschappij ook andere etnische of religieuze minderheden omvatte, voerden de Perzische koningen een beleid dat rekening hield met deze aspecten, zolang deze groepen zich loyaal gedroegen. 
Na de val van het Sassanidische rijk tijdens de islamitische expansie in de 7e eeuw, werd Ērān nog steeds gebruikt door islamitische geleerden, maar niet langer als een politieke term. In deze vorm werd het pas weer gebruikt tijdens het Il-kanaat, en vooral in de 20e eeuw door de Pahlavi-dynastie. 
Naast dit sterk politieke onderscheid bestond er in de late oudheid geografisch naast Ērān in het westen Hrōm/Rūm (het Romeinse Rijk) en in het noordoosten in Transoxanië Tūrān,  het land van de vijandige nomaden ( Scythische volkeren en sinds het midden van de 6e eeuw de Göktürken), waartegen de Perzische koningen moesten vechten. In deze context was een van de taken van de laatantieke Perzische koningen het verdedigen van de beschaafde wereld van Ērānšāhr tegen de barbaarse buitenwereld.